# Олика (станція)
Оли́ка — проміжна залізнична станція Рівненської дирекції Львівської залізниці на електрифікованій лінії Здолбунів — Ковель між станціями Цумань (10 км) та Ківерці (21 км). Розташована в селі Дерно Луцького району Волинської області.

## Історія
Станція відкрита 1873 року під час будівництва залізничної лінії Здолбунів — Ковель, в складі Києво-Берестейської залізниці.
У 2001 році станція електрифікована змінним струмом (~25 кВ) в складі лінії Рівне — Ківерці.

## Пасажирське сполучення
На станції Олика зупиняються приміські поїзди сполученням Здолбунів — Луцьк / Ковель.